# Tommy Harris (cầu thủ bóng đá)
Thomas Alfred "Tommy" Harris (8 tháng 11 năm 1924 – 11 tháng 10 năm 2001) là một cầu thủ bóng đá người Anh thi đấu ở Football League ở vị trí tiền đạo cho Leyton Orient và Colchester United.

## Sự nghiệp
Sinh ra ở Chelsea, London, Harris bắt đầu sự nghiệp với câu lạc bộ địa phương Fulham, nhưng sau khi không thể thi đấu, ông gia nhập Leyton Orient năm 1951. Ông ghi được 11 bàn trong 31 lần ra sân ở giải vô địch cho Orient trước khi ký hợp đồng với Colchester United năm 1953. Ông có màn ra mắt cho câu lạc bộ vào ngày 10 tháng 10 năm 1953 trong thất bại 3–0 trên sân nhà trước Coventry City. Ông thi đấu thêm 2 trận cho Colchester với lần ra sân cuối cùng là vào 5 tháng 12 trong chiến thắng 1–0 trước đội bóng cũ Leyton Orient.
Harris rời Colchester, sau đó thi đấu cho Tonbridge Angels, Yiewsley và Deal Town tại non-league. Ông mất vào ngày 11 tháng 10 năm 2001, hưởng thọ 76 tuổi.